# 한스 하인리히 티센보르네미차

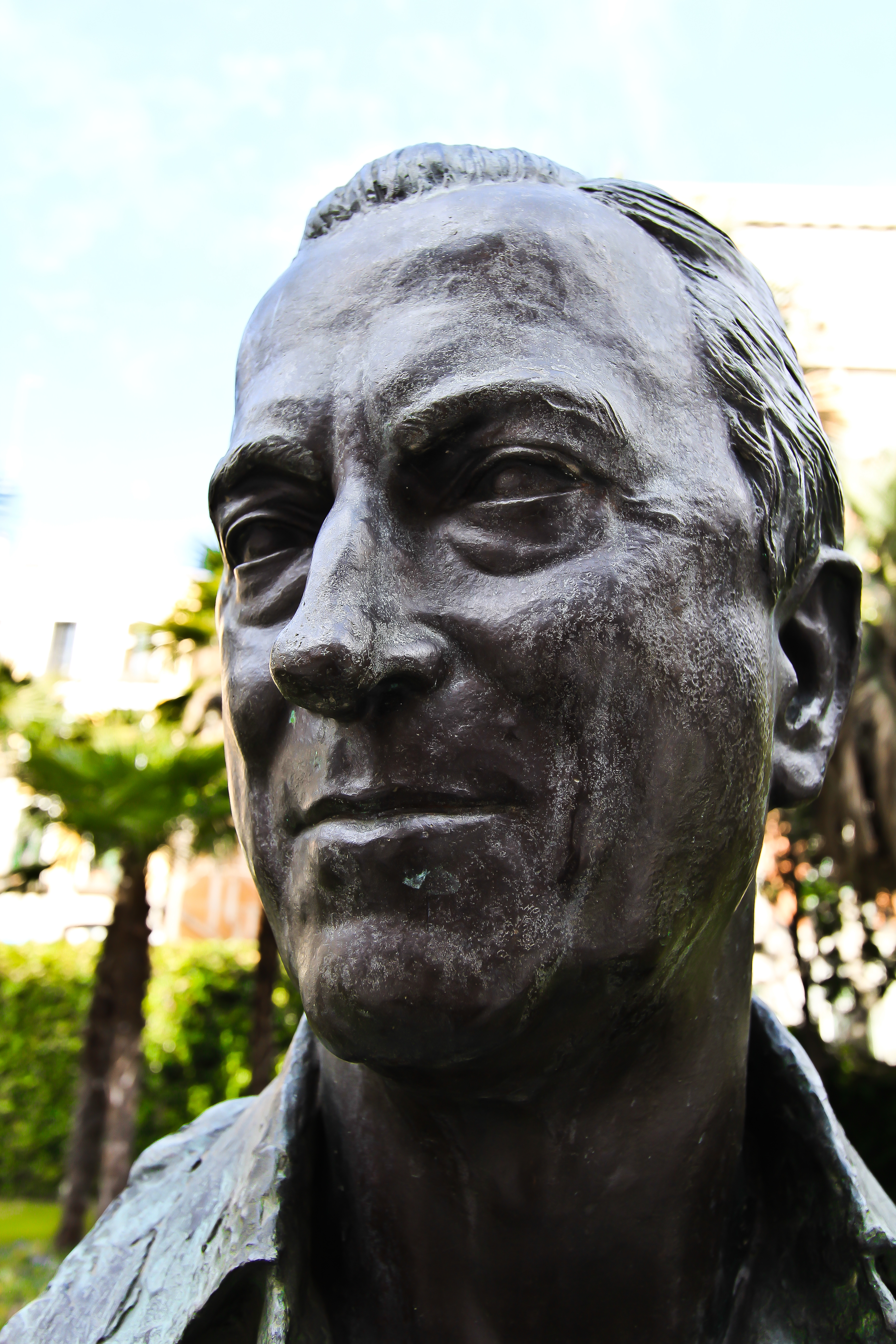
한스 하인리히 티센브로네미차

한스 하인리히 티센브로네미차(Hans Heinrich Thyssen-Bornemisza, 1921년 4월 13일 ~ 2002년 4월 27일)는 네덜란드 태생의 스위스 산업가이자 미술품 수집가였다. 티센가의 일원이었던 그는 헝가리의 칭호를 받았으며 독일 재산의 상속인이었다.